# Intel Graphics Technology
Intel Graphics Technology (GT) és el nom col·lectiu d'una sèrie de processadors gràfics integrats (IGP) produïts per Intel que es fabriquen en el mateix paquet o matriu que la unitat de processament central (CPU). Es va presentar per primera vegada l'any 2010 com a Intel HD Graphics i el 2017 es va rebatejar com a Intel UHD Graphics.

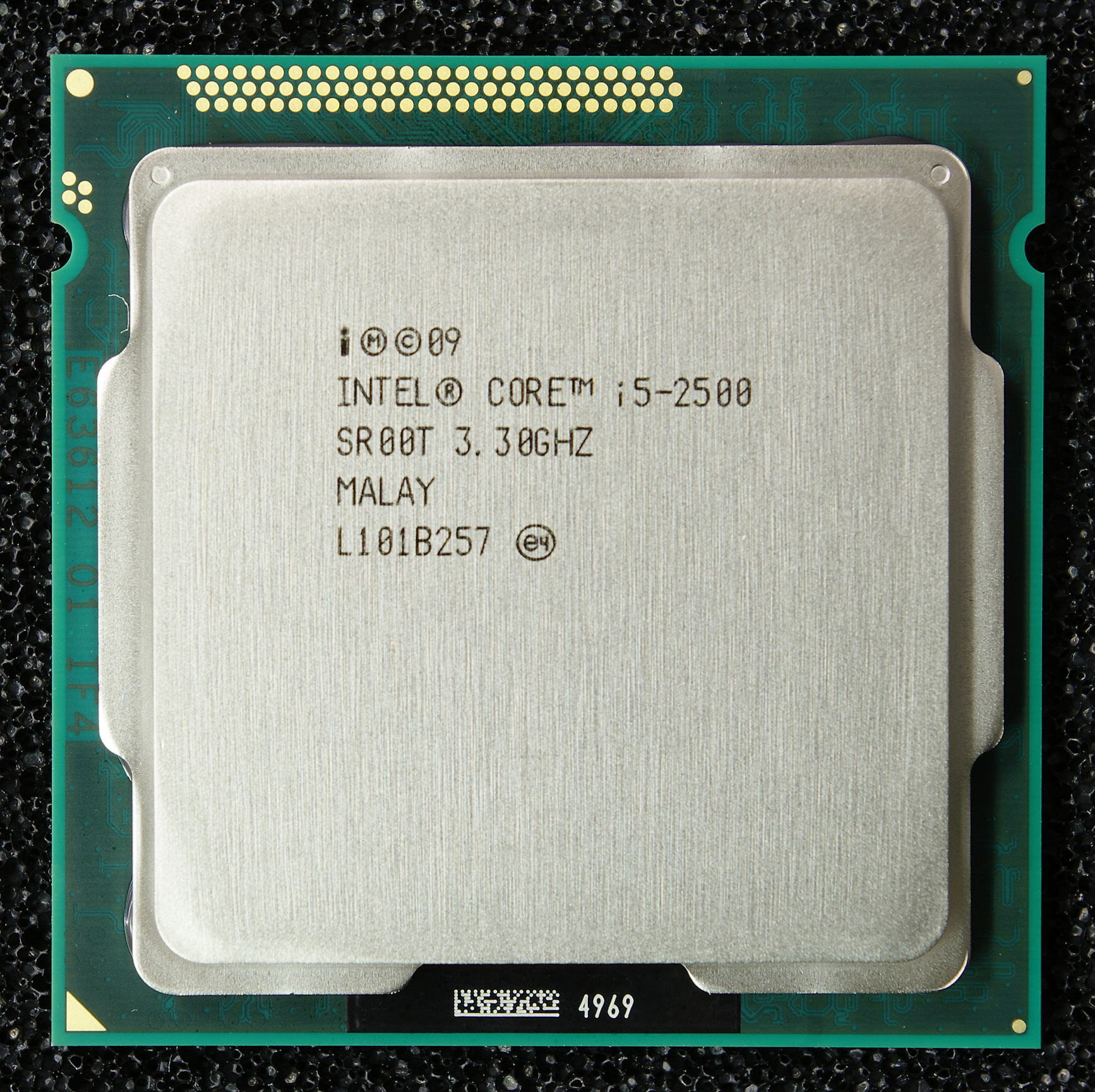
Processador Core i5 amb HD Graphics 2000 integrat

Intel Iris Graphics i Intel Iris Pro Graphics són la sèrie IGP introduïda el 2013 amb alguns models de processadors Haswell com les versions d'alt rendiment de HD Graphics. Iris Pro Graphics va ser el primer de la sèrie a incorporar DRAM incrustat. Des del 2016 Intel es refereix a la tecnologia com Intel Iris Plus Graphics amb el llançament de Kaby Lake.
En el quart trimestre de 2013, els gràfics integrats d'Intel van representar, en unitats, el 65% de tots els enviaments de processadors gràfics per a PC. Tanmateix, aquest percentatge no representa una adopció real, ja que algunes d'aquestes unitats enviades acaben en sistemes amb targetes gràfiques discretes.

## Història
Abans de la introducció d'Intel HD Graphics, els gràfics integrats d'Intel es van incorporar al pont nord de la placa base, com a part de l'arquitectura del concentrador d'Intel. Eren coneguts com Intel Extreme Graphics i Intel GMA. Com a part del disseny del Platform Controller Hub (PCH), es va eliminar el pont nord i el processament de gràfics es va traslladar a la mateixa matriu que la unitat de processament central (CPU).
L'anterior solució gràfica integrada d'Intel, Intel GMA, tenia la reputació de mancar de rendiment i característiques i, per tant, no es considerava una bona opció per a aplicacions gràfiques més exigents, com ara els jocs en 3D. Els augments de rendiment dels HD Graphics d'Intel van fer que els productes fossin competitius amb adaptadors de gràfics integrats fabricats pels seus rivals, Nvidia i ATI/AMD. Intel HD Graphics, amb un consum d'energia mínim que és important en els ordinadors portàtils, va ser prou capaç que els fabricants d'ordinadors sovint deixaven d'oferir opcions de gràfics discrets tant en línies de portàtils de gamma baixa com de gamma alta, on les dimensions reduïdes i el baix consum d'energia són importants.

## Generacions
Intel HD i Iris Graphics es divideixen en generacions, i dins de cada generació es divideixen en "nivells" de rendiment creixent, denominats per l'etiqueta "GTx". Cada generació correspon a la implementació d'una microarquitectura gràfica Gen amb una arquitectura de conjunt d'instruccions GEN corresponent des de Gen4.

## Documentació
Intel publica manuals de programació per a la majoria de dispositius Intel HD Graphics mitjançant el seu Open Source Technology Center. Això permet que diversos entusiastes i pirates informàtics del codi obert contribueixin al desenvolupament de controladors i portin els controladors a diversos sistemes operatius, sense necessitat d'enginyeria inversa.